# Партия социальной справедливости
Па́ртия социа́льной справедли́вости (ПСС) — российская левая политическая партия, существовавшая в России 2002—2008 годах.

## История
19 сентября 2002 был проведен учредительный съезд, на котором были избраны руководящие органы партии — президиум Политического Совета и Политический совет. Сопредседателями партии стали   Лазутова Мария Николаевна, Бабух Лариса Владимировна, Карпенко Михаил Петрович, Томаев Борис Михайлович, Шадриков Владимир Дмитриевич, Сидоренко Анатолий Савельевич, Шабанов Анатолий Григорьевич.
Руководящие органы — президиум политсовета во главе с четырьмя сопредседателями — Михаилом Карпенко, Анатолием Сидоренко, Анатолием Шабановым и Борисом Томаевым. В 2005 году лидером партии был избран лидер движения «Духовное наследие» Алексей Подберёзкин, с этого времени партия входила в коалицию НПСР.
На выборах 2003 года в Госдуму выступала в блоке с Российской партией пенсионеров. Не смогла преодолеть 5-процентный барьер, однако смогла набрать чуть более 3% голосов. По одномандатному округу был избран Валерий Гартунг. После выборов полностью перешла на государственное финансирование — оно составило в 2004 году 87,3 % доходов партии.
В начале ноября 2006 года на веб-сайте ПСС размещено сообщение о том, что ПСС ведёт «интенсивные переговоры об объединении» с Народной партией, Партией возрождения России и «Патриотами России».
На выборах-2007 лидеры списка: Алексей Подберёзкин, директор детдома Максим Лесков, генерал Валерий Воротников. Среди кандидатов также Анатолий Баранов, Виктор Аксючиц, Мария Арбатова, Антон Суриков, Н. Холмогорова.
В 2008 году партия вошла в состав партии Справедливая Россия.

## Выборы в госдуму
| Год  | Кол-во голосов | %    | Мандатов |
| ---- | -------------- | ---- | -------- |
| 2003 | 1 874 739      | 3,09 | 0        |
| 2007 | 154 064        | 0,22 | 0        |